# Cola de la aeronave

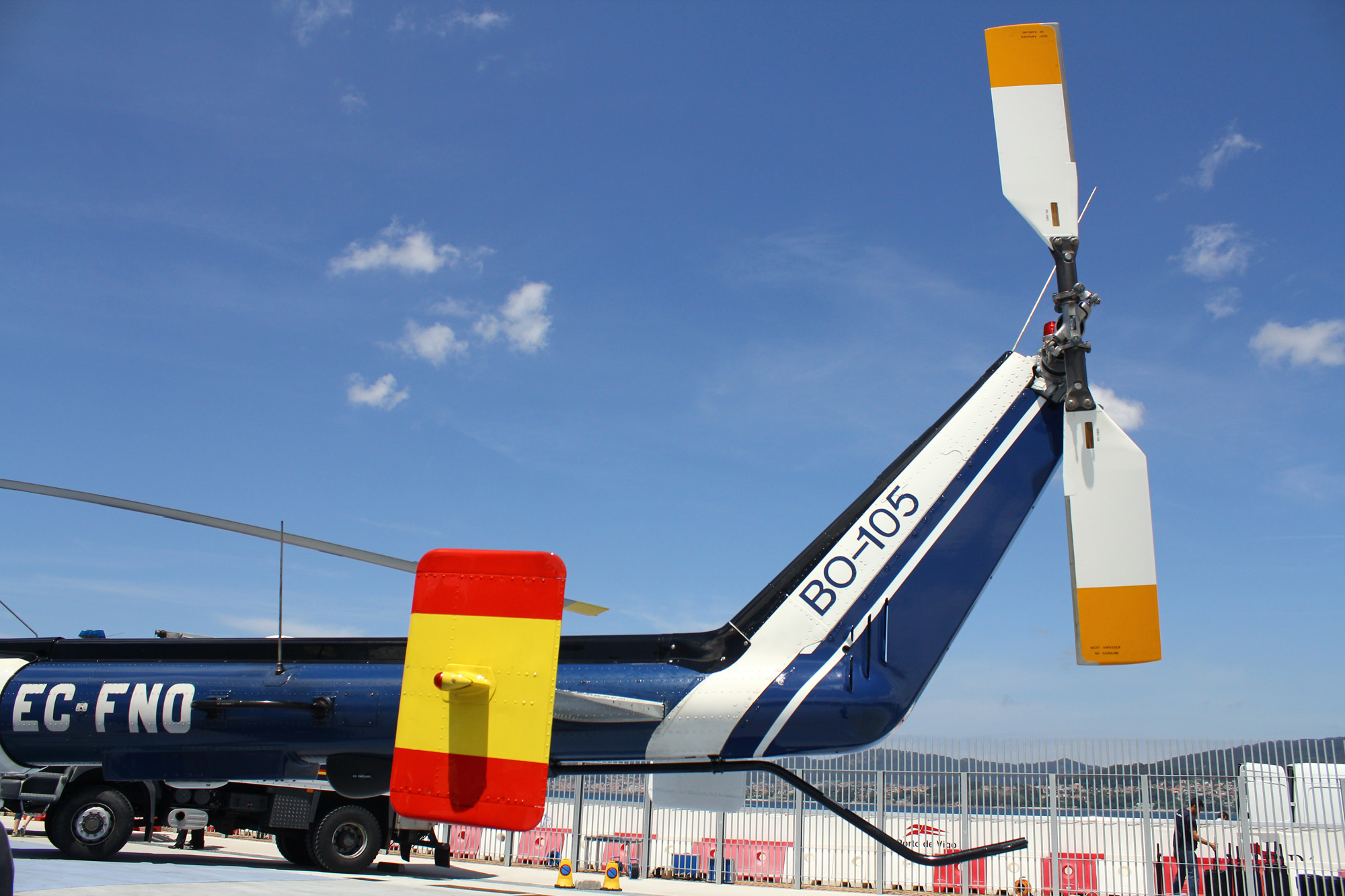
Cola de un helicóptero MBB Bo 105 del Cuerpo Nacional de Policía de España.

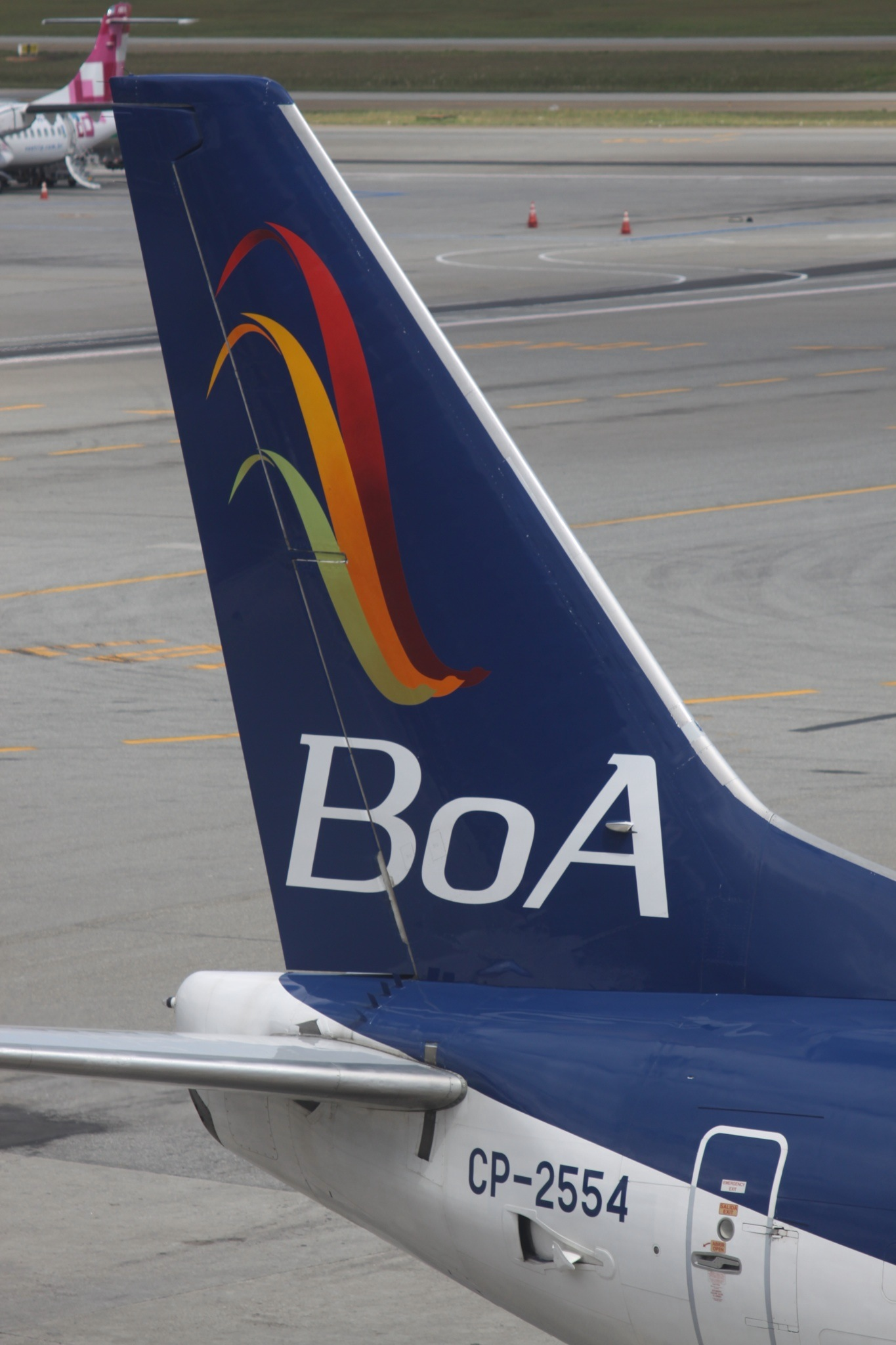
Cola de un avión Boeing 737 de Boliviana de Aviación.

Se denomina como cola la parte posterior de todo artefacto volador (aerodino o aerostato), esté tripulado o no, sea portador de pasajeros o no. El término solo se aplica a aquellos aparatos que se desplazan a través de la masa de aire que los rodea y en los que pueda identificarse una configuración anteroposterior diferenciada, es decir, por un lado una zona anterior o morro, la que hiende el aire en el sentido del desplazamiento, y por otro lado una zona posterior o zona de cola. Muchos artefactos voladores no tienen cola por no estar estructurados siguiendo una configuración anteroposterior, como por ejemplo la mayor parte de modelos de globo aerostático, o ciertos modelos de dron.

## Aerodinos de alas móviles (helicópteros, autogiros, etc.)
En los aerodinos de alas móviles, como helicópteros, autogiros, girodinos y aparatos similares, suelen estar situados en la cola uno o más rotores de cola. Algunos modelos de este tipo de aparatos también presentan en cola estabilizadores horizontales o verticales.

## Aerodinos de alas fijas (aviones, planeadores, etc.)

Tipo de colas de avión: (A) estándar, (B) en forma de «T», (C) en forma de cruz, (D) con dos estabilizadores verticales en forma de «H», (E) con tres estabilizadores verticales, (F) en forma de «V».

En los aerodinos de alas fijas, como aviones, planeadores, ultraligeros, alas delta, etc., la configuración clásica suele presentar en cola uno o más estabilizadores horizontales (encargados de controlar el cabeceo del aparato, usando el timón de profundidad) y uno o más estabilizadores verticales o derivas (encargadas de controlar la guiñada del aparato, usando el timón de dirección).
El estabilizador horizontal puede encontrarse implantado en la estructura del aparato de diferentes maneras, como por ejemplo en la extensión extrema del fuselaje, o a proximidad de esta, justo debajo de la deriva, lo cual es lo más habitual. Puede también estar dispuesto de otras maneras: en cruz (en la mitad de la deriva), en T (justo encima de la deriva), o en V: dos superficies de estabilización que combinan a la vez la función de deriva y de estabilizador horizontal. En ciertos aparatos, la estructura se presenta bajo la forma de un doble fuselaje en zona de cola, como en el Lockheed P-38 Lightning, un célebre caza estadounidense de la Segunda Guerra Mundial.
En configuraciones no clásicas (como el ala en delta, el ala volante o ciertos aparatos dotados de alerones de tipo canard, entre otras configuraciones posibles) pueden no darse necesariamente las configuraciones de cola descritas más arriba.

## Aerostatos
En los aerostatos solo puede hablarse de una zona de cola en el caso de los dirigibles. También en el caso de algunos globos (aerostáticos o cautivos), pero cuando estos son estáticos, si adoptan cierta forma aerodinámica no es para cumplir la misma función que en los modelos capaces de desplazamiento. En los modelos estáticos, la presencia de un morro y de una cola diferenciados sirve sobre todo para obtener una mejor incidencia al viento y mantener así la mayor estabilidad posible. Los dirigibles están claramente dotados de una zona de cola en el pleno sentido del término e incluso tienen estabilizadores y superficies de control que cumplen exactamente las mismas funciones que los dispositivos homólogos presentes en las colas de aviones y helicópteros. Tal es el caso, por ejemplo, del célebre dirigible Hindenburg y de todos los modelos de dirigible similares.

## Vehículos aéreos no tripulados
Al igual que aerostatos y aerodinos tripulados, los aparatos voladores sin tripulación ni pasajeros, como por ejemplo los drones, incluyen modelos que presentan una configuración anteroposterior diferenciada y modelos que no. Entre los que presentan una zona de morro y una zona de cola, la cola suele reproducir las configuraciones presentes en aerodinos y aerostatos.

## Empenaje
El empenaje (del inglés empennage y este del francés empenner, literalmente «colocarle sus remeras a una flecha») es el conjunto de estabilizadores que se encuentran en la cola de una aeronave o artefacto volador. Si el término «cola» se refiere, de una manera muy general, a la zona trasera de un artefacto volador, el término «empenaje» se refiere concretamente a una estructura formada por un conjunto de elementos, los que en la zona de cola del aparato constituyen las superficies de estabilización: esencialmente planos de profundidad y derivas. Aparatos como las alas delta o las alas volantes, como por ejemplo el bombardero estadounidense Grumman B-2, tienen una zona trasera a la que se puede llamar la zona de cola, pero no tienen empenaje por no poseer las estructuras clásicas que son la deriva y el plano de profundidad. Muchos aparatos sin plano de profundidad diferenciado del ala principal, como el caza Mirage 2000 de ala en delta, tienen un empenaje reducido a su simple deriva vertical.